# ドハティー郡区 (アイオワ州セロゴード郡)
ドハティー郡区は、アメリカ合衆国、アイオワ州、セロゴード郡にある16の郡区の一つである。2000年の国勢調査で、人口は275人だった。

## 地理
ドハティー郡区は、93.1平方キロメートル（35.96平方マイル)で、Doughertyが含まれる。
アメリカ地質調査所によると、この郡区は Saint Patricks Catholicの1つの霊園が含まれる。